# Dietetyka
Dietetyka – nauka medyczna o żywieniu człowieka zajmująca się:
- zasadami żywienia człowieka zdrowego
- zasadami żywienia człowieka chorego
- oceny stanu odżywienia
- oceny wzajemnego wpływu farmakoterapii i żywienia
- zapobiegania chorobom zależnym od żywienia
- kontrolowania jakości produktów żywnościowych i warunków ich przechowywania
- biochemicznymi podstawami żywienia
- prowadzenia edukacji żywieniowej
- psychologią żywienia
- technologiami gastronomicznymi.

Dietetyka dostarcza informacje niezbędne do opracowania zasad zdrowego odżywiania, które w połączeniu z właściwym stylem życia są najskuteczniejszą metodą zapobiegania chorobom cywilizacyjnym.
Dietetyka powiązana jest ściśle z: medycyną, farmakologią, chemią lub ściślej bromatologią, biologią i mikrobiologią, psychologią.
Podział dietetyki:
- dietetyka kliniczna
- dietetyka sportowa

Edukacja:
- szkoły policealne – kierunek: dietetyka (roczne kształcenie na podbudowie szkoły średniej, dla potwierdzenia kwalifikacji otrzymuje się dyplom);
- uczelnie wyższe – kierunek: dietetyka (możliwość uzyskania tytułów naukowych: licencjat, magister, doktor, profesor).

Kształcenie w zawodzie dietetyka realizowane jest głównie na uczelniach medycznych i przyrodniczych, na kierunkach:
- dietetyka
- zdrowie publiczne specjalizacja: dietetyka
- technologia żywności i żywienie człowieka

Często dietetyka mylona jest z technologią żywności. Dietetyka jest nauką medyczną, która jest skoncentrowana na odżywianiu człowieka i obejmuje ocenę wpływu choroby na stan odżywienia pacjenta, oraz wpływu odżywiania na proces leczenia.
Obecnie coraz popularniejsza staje się dietetyka weterynaryjna, w której specjalizują się lekarze weterynarii, technicy weterynarii oraz zootechnicy.